# Mansoor
Mansoor (Asarum europaeum), ook wel hazelwortel of wilde gember genoemd, is een kruidachtige groenblijvende plant in de pijpbloemfamilie.
Mansoor werd als geneeskrachtig kruid verspreid vanuit Midden- en Zuid-Europa en West-Azië. In Nederland en België komt het nog als schaduwminnende bodembedekker in tuinen en verwilderd voor.
De soort wordt vaak verward met Asarum caudatum en Asarum canadense, twee andere soorten uit het geslacht Asarum.

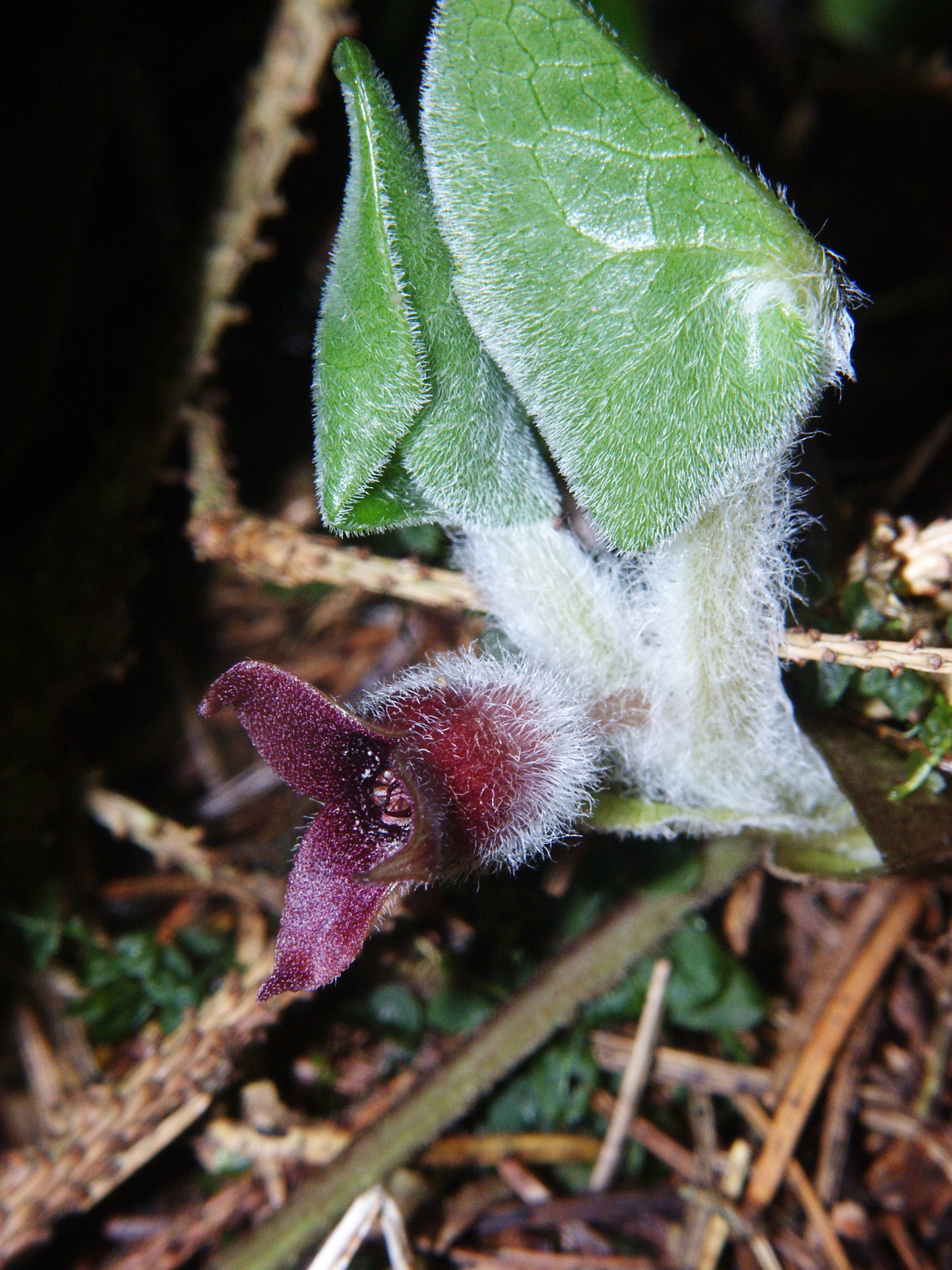
Mansoor, Asarum europaeum
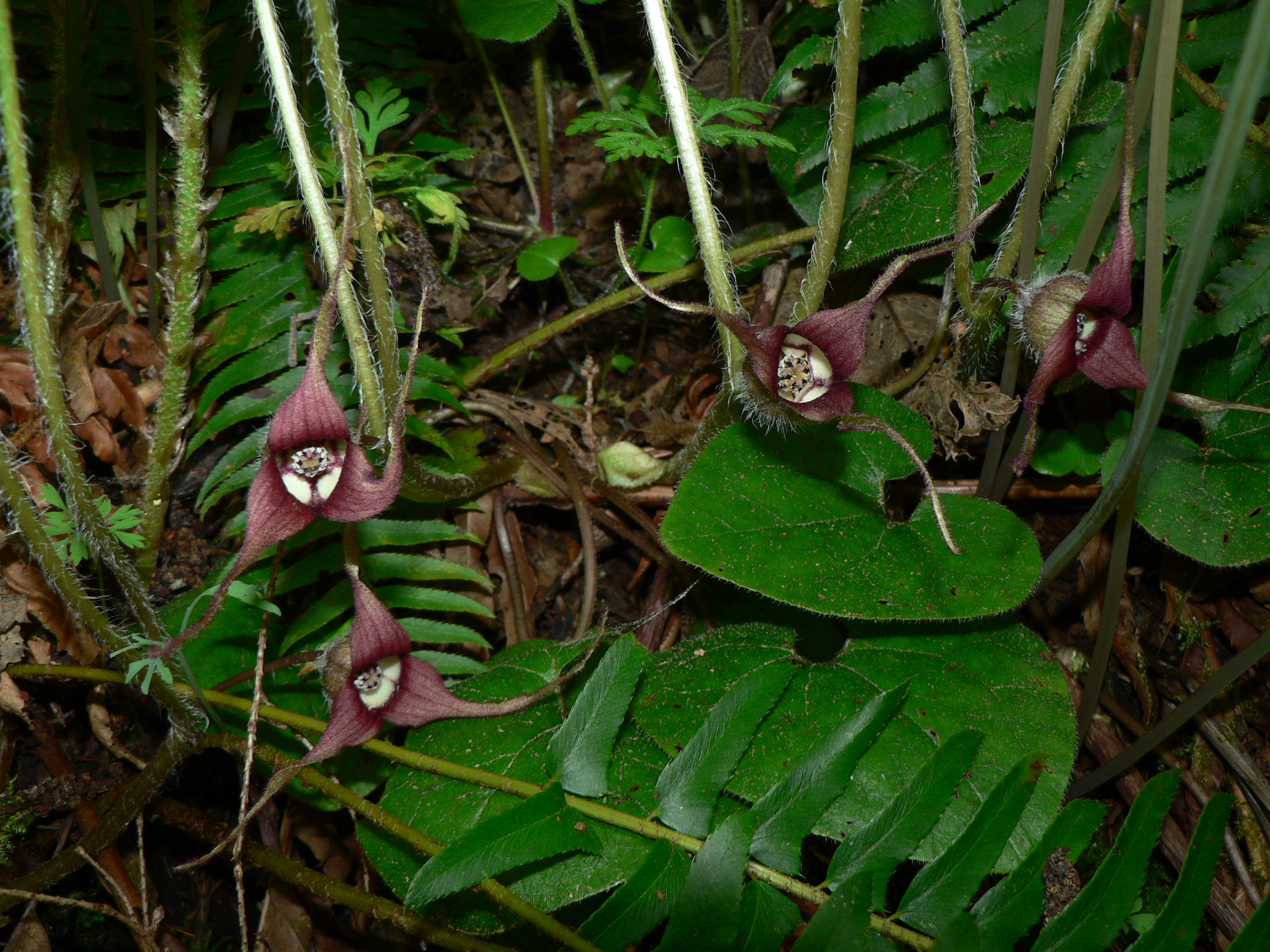
Asarum caudatum
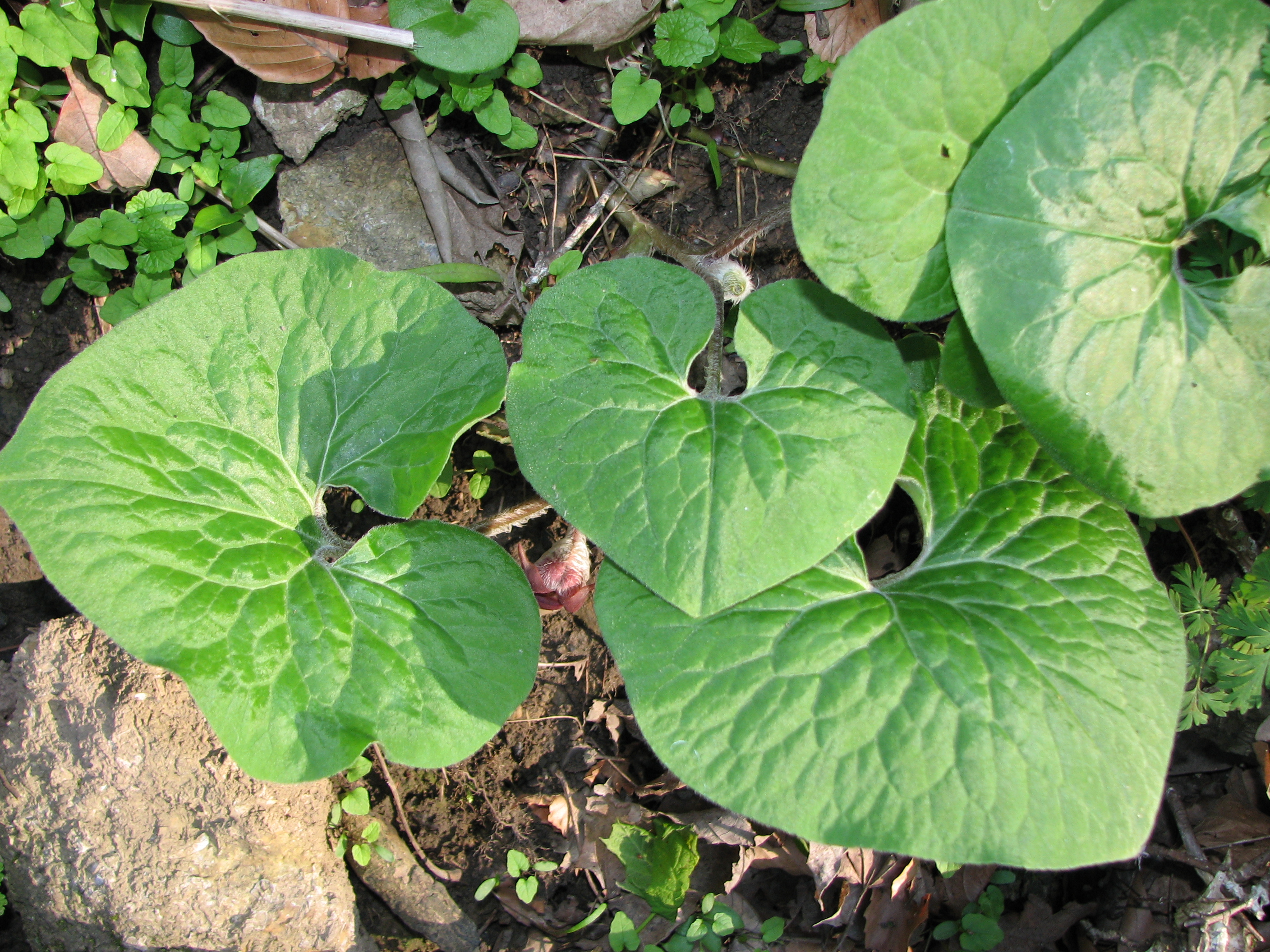
Asarum canadense

De overblijvende plant wordt tot 5–10 cm hoog en telt meestal twee niervormige donkergroene blinkende bladeren. De bloeitijd is in maart/mei. De groenige met klierharen bedekte klokvormige bloemen blijven grotendeels verborgen onder het blad. Aan de binnenzijde zijn ze roodbruin van kleur.
In de 19e eeuw werd de wortelstok van verschillende soorten Asarum verwerkt tot diureticum en laxeermiddel. De meeste bevatten echter aristolochiazuur en zijn derhalve nefrotoxisch en carcinogeen. De Belgische schrijver Bart Moeyaert verwijst naar deze toxiciteit in zijn korte verhaal Mansoor, of hoe we Stina bijna dood kregen (2001).

## Ondersoorten
- Asarum europaeum subsp. caucasicum
- Asarum europaeum subsp. europaeum
- Asarum europaeum subsp. italicum